# 문화빅뱅 더 콘서트
《문화빅뱅 더 콘서트》는 KBS 1TV에서 방영되는 음악 프로그램이며 2015년 1월 7일부터 2016년 4월 6일까지 방영되었다.

## 기획 의도
클래식 음악을 중심으로 한 품격 있는 공연 음악 프로그램이다.

## 방송 시간
| 방송 채널 | 방송 기간                        | 방송 시간                           |
| --------- | -------------------------------- | ----------------------------------- |
| KBS 1TV   | 2015년 1월 7일 ~ 2015년 2월 11일 | 매주 수요일 밤 11:40 ~ 12:40 (60분) |
| KBS 1TV   | 2015년 2월 18일                  | 수요일 밤 11:00 ~ 12:10 (70분)      |
| KBS 1TV   | 2015년 2월 25일 ~ 2016년 4월 6일 | 매주 수요일 밤 11:40 ~ 12:50 (70분) |

## 역대 진행자
- 1대 윤건 : 2015.1.7 ~ 2015.5.27
- 2대 신지아 : 2015.6.3 ~ 2016.4.6

## 방송 회차

### 2015년
| 회차 | 방송일    | 제목                                                        |
| ---- | --------- | ----------------------------------------------------------- |
| 1    | 1월 7일   | 시작                                                        |
| 2    | 1월 14일  | 만남                                                        |
| 3    | 1월 21일  | 설렘                                                        |
| 4    | 1월 28일  | 약속                                                        |
| 5    | 2월 4일   | 축제                                                        |
| 6    | 2월 11일  | 친구                                                        |
| 7    | 2월 18일  | 고향                                                        |
| 8    | 2월 25일  | 사랑                                                        |
| 9    | 3월 4일   | 여행                                                        |
| 10   | 3월 11일  | 청춘                                                        |
| 11   | 3월 18일  | 전설                                                        |
| 12   | 3월 25일  | 행복                                                        |
| 13   | 4월 1일   | 봄날                                                        |
| 14   | 4월 8일   | 인연                                                        |
| 15   | 4월 15일  | 열정                                                        |
| 16   | 4월 22일  | 인생                                                        |
| 17   | 4월 29일  | 바람                                                        |
| 18   | 5월 6일   | 선물                                                        |
| 19   | 5월 13일  | 스승과 제자                                                 |
| 20   | 5월 20일  | 추억                                                        |
| 21   | 5월 27일  | 책 속의 클래식                                              |
| 22   | 6월 3일   | 세 가지 행복                                                |
| 23   | 6월 10일  | 사랑의 인사                                                 |
| 24   | 6월 24일  | 전쟁과 평화                                                 |
| 25   | 7월 1일   | 슈베르트의 밤                                               |
| 26   | 7월 8일   | 여름 낭만                                                   |
| 27   | 7월 22일  | 여름밤의 재즈                                               |
| 28   | 8월 5일   | 초록빛 날들                                                 |
| 29   | 8월 19일  | 여름방학 특별기획_엄마랑 아빠랑 클래식                      |
| 30   | 8월 26일  | 여름향기                                                    |
| 31   | 9월 2일   | 사랑의 꿈                                                   |
| 32   | 9월 9일   | 나의 노래                                                   |
| 33   | 9월 16일  | 가을이 오는 소리                                            |
| 34   | 9월 23일  | 추석기획_달의 노래                                          |
| 35   | 9월 30일  | 끌림                                                        |
| 36   | 10월 7일  | 국립아시아문화전당 개관기념 특집_빛의 숲                    |
| 37   | 10월 14일 | KBS부산총국 개국 80주년 부산시민의 날 특집_클래식 in 시네마 |
| 38   | 10월 28일 | 따로 또 같이                                                |
| 39   | 11월 4일  | 가곡의 밤_그리움 하나                                       |
| 40   | 11월 11일 | 시인의 사랑                                                 |
| 41   | 11월 25일 | 피아노 여행                                                 |
| 42   | 12월 2일  | 춤과 노래                                                   |
| 43   | 12월 9일  | 겨울 나그네                                                 |
| 44   | 12월 16일 | 겨울 사랑                                                   |
| 45   | 12월 23일 | 재즈, 캐럴을 만나다                                         |
| 46   | 12월 30일 | 손열음&신지아의 열정 그리고 위안                            |

### 2016년
| 회차 | 방송일   | 제목                     |
| ---- | -------- | ------------------------ |
| 47   | 1월 6일  | 신년기획 - 임동혁과 쇼팽 |
| 48   | 1월 13일 | 기쁨과 설렘              |
| 49   | 1월 20일 | 아름다운 고백            |
| 50   | 1월 27일 | 행복의 순간              |
| 51   | 2월 3일  | 우연한 만남, 특별한 노래 |
| 52   | 2월 10일 | 설날 기획 - 우리 소리    |
| 53   | 2월 17일 | 시리도록 아름다운, 회상  |
| 54   | 2월 24일 | 자작나무 숲에서          |
| 55   | 3월 2일  | 기억과 추억              |
| 56   | 3월 9일  | 만남, 그리고 시작        |
| 57   | 3월 16일 | 가곡의 밤 - 봄에 입맞춤  |
| 58   | 3월 23일 | 손열음의 모던타임즈      |
| 59   | 3월 30일 | 나를 위한 프러포즈       |
| 60   | 4월 6일  | 굿바이, 더 콘서트        |

## 시청률
| 회차 | 방송 일자        | AGB 전국 시청률(증감치) |
| ---- | ---------------- | ----------------------- |
| 1회  | 2015년 1월 7일   | 1.7%                    |
| 2회  | 2015년 1월 14일  | 1.5%                    |
| 3회  | 2015년 1월 21일  | 1.9%                    |
| 4회  | 2015년 1월 28일  | 1.5%                    |
| 5회  | 2015년 2월 4일   | 1.7%                    |
| 6회  | 2015년 2월 11일  | 2%                      |
| 7회  | 2015년 2월 18일  | 2.4%                    |
| 8회  | 2015년 2월 25일  | 1.1%                    |
| 9회  | 2015년 3월 4일   | 1.6%                    |
| 10회 | 2015년 3월 11일  | 1.6%                    |
| 11회 | 2015년 3월 18일  | 1.5%                    |
| 12회 | 2015년 3월 25일  | 1.8%                    |
| 13회 | 2015년 4월 1일   | 1.1%                    |
| 14회 | 2015년 4월 8일   | 1.4%                    |
| 15회 | 2015년 4월 15일  | 1.3%                    |
| 16회 | 2015년 4월 22일  | 1.7%                    |
| 17회 | 2015년 4월 29일  | 1.7%                    |
| 18회 | 2015년 5월 6일   | 1%                      |
| 19회 | 2015년 5월 13일  | 1.3%                    |
| 20회 | 2015년 5월 20일  | 1.5%                    |
| 21회 | 2015년 5월 27일  | 1.2%                    |
| 22회 | 2015년 6월 3일   | 1.7%                    |
| 23회 | 2015년 6월 10일  | 1.4%                    |
| 24회 | 2015년 6월 24일  | 1.3%                    |
| 25회 | 2015년 7월 1일   | 1.2%                    |
| 26회 | 2015년 7월 8일   | 1.5%                    |
| 27회 | 2015년 7월 22일  | 1.2%                    |
| 28회 | 2015년 8월 5일   | 1.4%                    |
| 29회 | 2015년 8월 19일  | 1.5%                    |
| 30회 | 2015년 8월 26일  | 1%                      |
| 31회 | 2015년 9월 2일   | 1.4%                    |
| 32회 | 2015년 9월 9일   | 1.7%                    |
| 33회 | 2015년 9월 16일  | 1%                      |
| 34회 | 2015년 9월 23일  | 1.4%                    |
| 35회 | 2015년 9월 30일  | 1.5%                    |
| 36회 | 2015년 10월 7일  | 2%                      |
| 37회 | 2015년 10월 14일 | 1.5%                    |
| 38회 | 2015년 10월 28일 | 1%                      |
| 39회 | 2015년 11월 4일  | 2.1%                    |
| 40회 | 2015년 11월 11일 | 2.1%                    |
| 41회 | 2015년 11월 25일 | 1.3%                    |
| 42회 | 2015년 12월 2일  | 1.7%                    |
| 43회 | 2015년 12월 9일  | 1.7%                    |
| 44회 | 2015년 12월 16일 | 1.4%                    |
| 45회 | 2015년 12월 23일 | 1.5%                    |
| 46회 | 2015년 12월 30일 | 1.2%                    |
| 47회 | 2016년 1월 6일   | 1.2%                    |
| 48회 | 2016년 1월 13일  | 0.9%                    |
| 49회 | 2016년 1월 20일  | 1.6%                    |
| 50회 | 2016년 1월 27일  | 1.3%                    |
| 51회 | 2016년 2월 3일   | 1.6%                    |
| 52회 | 2016년 2월 10일  | 2.2%                    |
| 53회 | 2016년 2월 17일  | 1.6%                    |
| 54회 | 2016년 2월 24일  | 1.9%                    |
| 55회 | 2016년 3월 2일   | 1.5%                    |
| 56회 | 2016년 3월 9일   | 1.3%                    |
| 57회 | 2016년 3월 16일  | 1.8%                    |
| 58회 | 2016년 3월 23일  | 1.6%                    |
| 59회 | 2016년 3월 30일  | 1.3%                    |
| 60회 | 2016년 4월 6일   | 1.1%                    |